# Liste der Baudenkmale in Grieben (Mecklenburg)
In der Liste der Baudenkmale in Grieben sind alle denkmalgeschützten Bauten der mecklenburgischen Gemeinde Grieben und ihrer Ortsteile aufgelistet. Grundlage ist die Veröffentlichung der Denkmalliste des Kreises Nordwestmecklenburg mit dem Stand vom 16. September 2020.

## Baudenkmale nach Ortsteilen

### Grieben
| ID   | Lage                   | Bezeichnung                                                                                  | Beschreibung | Bild |
| ---- | ---------------------- | -------------------------------------------------------------------------------------------- | ------------ | ---- |
| 616  | Hauptstraße 3          | Bauernhof mit Hallenhaus mit Stallanbau, Scheune, Stallgebäude und Backhaus u. Pfostensteine |              |      |
| 617  | Hauptstraße 4          | Bauernhof mit Hallenhaus, Scheune und Backhaus u. drei Pfostensteine                         |              |      |
| 618  | Hauptstraße 6          | Hallenhaus mit Stallanbau                                                                    |              |      |
| 619  | Hauptstraße 13         | Bauernhof mit Hallenhaus und Scheune                                                         |              |      |
| 1559 | Hauptstraße 17         | Wohnhaus (ehem. Altenteilerkaten)                                                            |              |      |
| 620  | Nebenstraße 1          | Scheune                                                                                      |              |      |
| 621  | Nebenstraße 7 (Karte)  | Hof VII, Hallenhaus                                                                          |              |      |
| 622  | Nebenstraße 9 (Karte)  | Hof V, Hallenhaus u. Pfostenstein                                                            |              |      |
| 623  | Nebenstraße 13 (Karte) | Hof V, Bauernhof mit Hallenhaus und 3 Nebengebäuden u. Pfostensteine                         |              |      |

## Quelle
- Denkmalliste des Landkreises Nordwestmecklenburg (Stand: 9. November 2023; PDF, 1,2 MByte)

- Karte mit allen Koordinaten:
- OSM |
- WikiMap